# Stalker (film 1979)
Stalker (ros. Сталкер) – radziecki filozoficzno-obyczajowy film fantastycznonaukowy w reżyserii Andrieja Tarkowskiego z 1979 roku. Powstał na motywach powieści Piknik na skraju drogi autorstwa braci Strugackich. Opowiada o wyprawie przewodnika (Stalkera) i jego dwóch klientów (Profesora i Pisarza) w głąb tajemniczej Zony w celu znalezienia komnaty, gdzie spełniają się najskrytsze marzenia.
Według jednego z wywiadów udzielonych przez samego reżysera związki z powieścią Strugackich są luźne, właściwie sprowadzają się tylko do użycia dwóch słów: Stalker i Zona. Jednakże oglądając film i czytając książkę, natrafić można na więcej podobieństw. W obu dziełach Zona jest przedstawiona jako obszar ogrodzony i strzeżony przez uzbrojone służby. Tak jak w powieści Stalker używa prostych sztuczek do znajdywania w Zonie bezpiecznej ścieżki (np. rzuca przed siebie małe obiekty, by sprawdzić lokalną grawitację). Wspólne są także postać Jeżozwierza oraz koncepcja przedmiotu/miejsca spełniającego życzenia.
Stalker był ostatnim filmem Tarkowskiego zrealizowanym w ZSRR, a zarazem pierwszym, mówiącym wprost o naglącej potrzebie odnowy duchowej współczesnego człowieka.
Termin „stalker” pochodzi od angielskiego wyrażenia to stalk (‘śledzić’, ‘tropić’). W filmie stalker jest profesjonalnym przewodnikiem po Zonie, kimś, kto przekracza granicę zabronionej strefy w określonym celu.
W filmie można znaleźć odniesienia do sztuki, zawarte są także fragmenty Apokalipsy św. Jana i Ewangelii Łukasza.

## Obsada
- Aleksandr Kajdanowski – Stalker
- Nikołaj Grińko – Profesor
- Anatolij Sołonicyn – Pisarz
- Alisa Friejndlich – żona Stalkera
- Natasza Abramowa – Marta, córka Stalkera
- Faime Jurno – znajoma Pisarza
- Ye. Kostin – Luger, właściciel kawiarni
- R. Rendi – motocyklista

## Fabuła

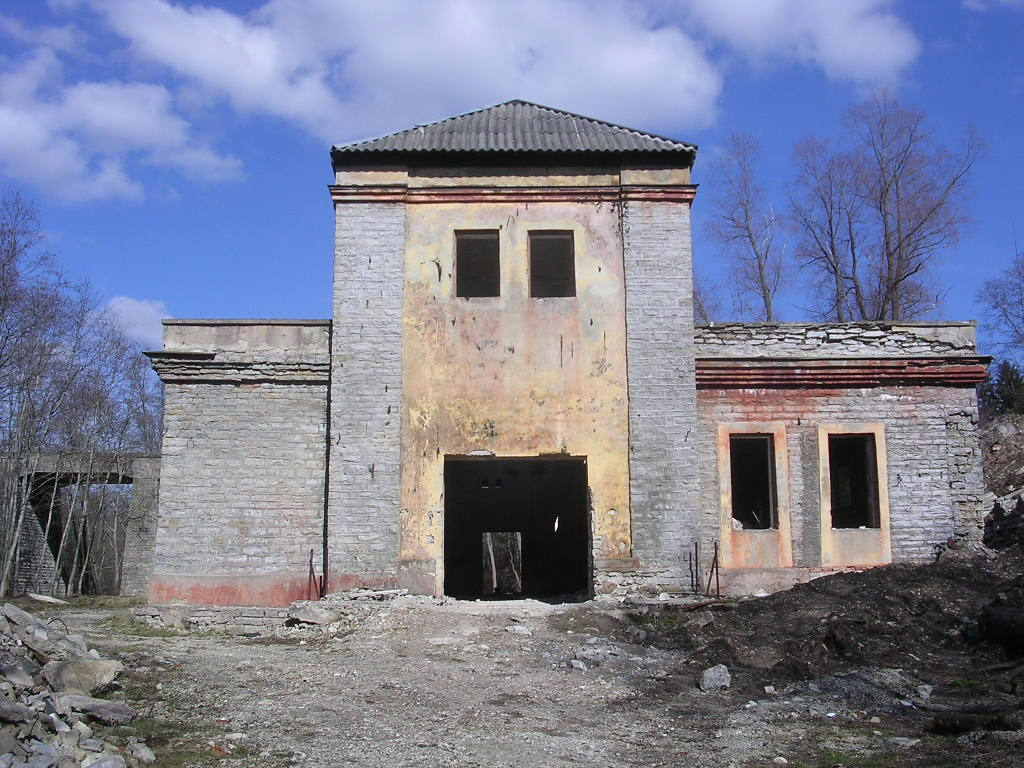
Fabryka Jägala, Estonia

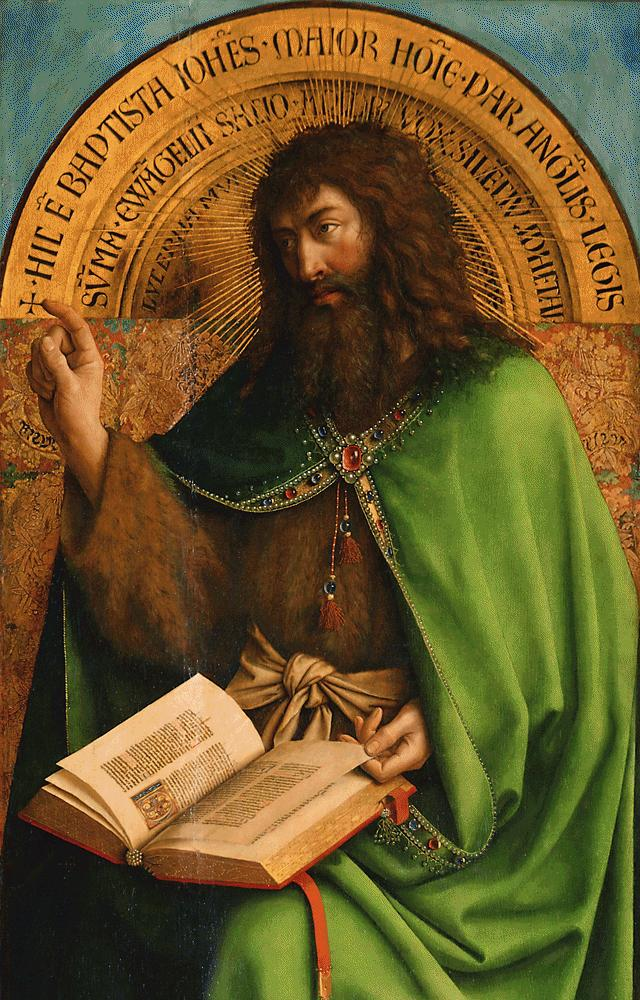
Jan Chrzciciel – pojawiający się w filmie, obok innych przykładów symboliki chrześcijańskiej, fragment Ołtarza Gandawskiego

Akcja rozgrywa się w nieokreślonym europejskim państwie. Główny protagonista, tytułowy Stalker, zarabia na życie przeprowadzaniem ludzi przez tzw. Zonę, obszar, na którym prawa fizyki nie funkcjonują tak samo jak w reszcie świata. Zona powstała w wyniku nieznanego wydarzenia 20 lat przed akcją filmu i została odgrodzona po tym, jak żołnierze – wysłani, aby ją zbadać – nie wrócili, co spowodowało, że władze uznały ją za niebezpieczną dla ludzkiego życia. Mimo zakazu wstępu i niebezpieczeństwa istnieje wielu ludzi, którzy pragną doświadczyć zjawisk w Zonie osobiście. W tej wyprawie towarzyszą mu dwaj ludzie znani jako Pisarz i Profesor. Pisarz pragnie znaleźć się w Zonie, aby zdobyć natchnienie, zaś Profesor zastanawia się nad potencjalnymi konsekwencjami rzekomego istnienia komnaty, miejsca w Zonie, które ma mieć moc spełniania życzeń.

## Produkcja
Tarkowski początkowo proponował adaptację Pikniku na skraju drogi swojemu przyjacielowi, Giorgiemu Kałatozowowi. Ten jednak, wobec trudności z uzyskaniem praw autorskich od Strugackich, zrezygnował. Pomysł na film stopniowo dojrzewał w Tarkowskim, pociągała go możliwość zastosowania zasady trzech jedności – czasu, miejsca i akcji.

## Głosy krytyków
W plebiscycie krytyków filmowych, zorganizowanym w 2012 r. przez czasopismo Brytyjskiego Instytutu Filmowego „Sight & Sound”, Stalker na 250 ocenianych filmów zajął 29. miejsce.

## Nagrody
- 1980: Nagroda Specjalna Jury Ekumenicznego i OCIC na XXXIII Międzynarodowym Festiwalu Filmowym w Cannes[8]

## Nawiązania
- Do filmu nawiązuje piosenka Stalker autorstwa Jacka Kaczmarskiego[9].